# دبليو دبليو إي سماكداون ضد رو 2007
دبليو دبليو إي سماكداون ضد رو 2007 (بالإنجليزية: WWE SmackDown vs. Raw 2007)‏ هي لعبة فيديو صدرت في 10 نوفمبر 2006، وهي متوفرة على أجهزة بلاي ستيشن بورتبل وإكس بوكس 360. اللعبة من تطوير يوكز ومن نشر تي إتش كيو.

## وصلة خارجية
- دبليو دبليو إي سماكداون ضد رو 2007 على موبي غيمز